# Bolt (2008)
Bolt is een Amerikaanse computeranimatiefilm van Walt Disney, die op 21 november 2008 in de Verenigde Staten in première is gegaan. In Nederland was de film vanaf 4 februari 2009 in de bioscoop te zien. Het is de 48ste speelfilm van Disney. Het is de eerste Disneyfilm geregisseerd door Chris Williams en Byron Howard.
Net als de vorige drie computeranimatiefilms van Disney, The Wild, Chicken Little en Meet the Robinsons, werd Bolt ook gedistribueerd door Disney Digital 3-D.

## Verhaal
De film draait om de hond Bolt, een Zwitserse witte herder die de hoofdrol speelt in een televisieserie. In deze serie treedt hij op als een hond met superkrachten die vele heldendaden verricht. Om tot meer realistische scènes te komen, hebben de producers van de serie Bolt de ganse tijd misleid: de scènes werden allemaal zo opgenomen dat het lijkt alsof Bolt echt superkrachten heeft. Bolt is dan ook van mening dat hij echt een superhond is en al zijn heldendaden in de serie echt zijn en beseft in zijn geheel niet dat het allemaal maar in scène is gezet.
Na de opnames van de laatste aflevering, ontsnapt Bolt van de filmset. Hij kan Penny, zijn menselijke tegenspeelster uit de serie, nergens vinden en denkt dat ze ontvoerd is door Dr. Calico, de antagonist uit de serie. Hij probeert door een raam te breken om haar te gaan zoeken, maar omdat hij niet echt superkrachten heeft, raakt hij bewusteloos door de klap en valt in een doos welke nadien wordt verscheept naar New York. In New York ontmoet Bolt de straatkat Mittens en dwingt haar om hem te helpen terug in Hollywood te komen. In Hollywood ontdekt Penny ondertussen Bolts afwezigheid. Ze moet de opnames van de serie voortzetten met een dubbelganger van Bolt maar mist de echte Bolt enorm.
Naarmate de film vordert, wordt het voor Bolt duidelijk dat hij géén superkrachten heeft. Voor het eerst ervaart hij dingen als pijn en honger. Mittens leert hem te overleven op straat. De twee lopen Rhino tegen het lijf, een door televisie geobsedeerde hamster die een grote fan van Bolt blijkt te zijn. Rhino reist met de twee mee en redt hen zelfs uit het asiel nadat ze worden gevangen. Ook helpt hij Bolt zijn zelfvertrouwen te herwinnen. Bolt begint langzaam van doorsnee hondenactiviteiten te houden. Mittens is echter cynisch omdat Bolt, ondanks de ontdekte ervaring, toch terug wil naar Hollywood. Volgens haar is Bolts leven daar één grote leugen en houdt er niemand echt van hem. Ze weigert verder te gaan dan Las Vegas en dus moet Bolt de verdere reis naar Hollywood alleen voltooien.
Terug in Hollywood ziet Bolt Penny met zijn dubbelganger en begint te overdenken dat de cynische Mittens weleens gelijk kon hebben dat niemand om hem geeft. Mittens, die op aandringen van Rhino toch naar Hollywood is gegaan, hoort Penny echter zeggen hoezeer ze Bolt mist.
Tijdens de opnames van een nieuwe aflevering raakt de dubbelganger in paniek, stoot een paar fakkels om en zet zo de studio in brand. Penny wordt door het vuur ingesloten. Bolt redt haar. Wanneer haar agent bekendmaakt dit incident te willen gebruiken voor publiciteit, neemt Penny direct ontslag bij de show. Samen met Bolt, Rhino en Mittens besluit ze een gewoon leven te gaan leiden. De show wordt wel voortgezet met een nieuwe Penny en Bolt, maar is duidelijk over zijn hoogtepunt heen.

## Stemverdeling
| Personage             | Originele versie                              | Nederlandse versie       | Vlaamse versie         |
| --------------------- | --------------------------------------------- | ------------------------ | ---------------------- |
| Bolt                  | John Travolta                                 | Peter Paul Muller        | Kevin Janssens         |
| Penny                 | Miley Cyrus (ouder) Chloë Grace Moretz (jong) | Robin Virginie           | Tine Van den Wijngaert |
| Mittens               | Susie Essman                                  | Georgina Verbaan         | Barbara Sarafian       |
| Rhino                 | Mark Walton                                   | Carlo Boszhard           | Chris Van den Durpel   |
| Dr. Calico            | Malcolm McDowell                              | Sander de Heer           | Marc Peeters           |
| Blake                 | Nick Swardson                                 | Johnny de Mol            | Peter Van de Veire     |
| Penny's moeder        | Grey DeLisle                                  | Marloes van den Heuvel   | Anne Mie Gils          |
| Geroutineerde filmkat | Diedrich Bader                                | Alex Klaasen             | Ivan Pecnik            |
| Agent                 | Greg Germann                                  | Johnny Kraaijkamp jr.    | Bob Savenberg          |
| Regisseur             | James Lipton                                  | Louis van Beek           | Stefan Perceval        |
| Schurk                | Randy Savage                                  | Kasper van Kooten        | Govert Deploige        |
| Mindy                 | Kari Wahlgren                                 | Chazia Mourali           | Bettina Geysen         |
| Billy                 | Dan Fogelman                                  | Willem Voogd             | Sam De Bruyn           |
| Tom                   | J.P. Manoux                                   | Jeroen van Koningsbrugge | Tomas De Soete         |
| Duif Joey             | Todd Cummings                                 | Diederik Ebbinge         | Nigel Williams         |
| Duif Vinnie           | Lino DiSalvo                                  | Rutger de Bekker         | Alex Agnew             |
| Duif Bobby            | Tim Mertens                                   | Remko Vrijdag            | Xander De Rycke        |

Overige stemmen in de Nederlandse versie werden ingesproken door onder anderen Thijs van Aken, Leontine Benders, Rudy Blom, Huub Dikstaal, Marcel Jonker, Kees van Lier, Fred Meijer, Hilde de Mildt, Murth Mossel, Carolina Mout, Pip Pellens, Florus van Rooijen, Anneloes Veentjer, Donna Vrijhof, Freek Wennekes en Barry Worsteling. De Nederlandse versie werd geregisseerd door Hilde de Mildt en vertaald door Veronique Overeijnder.
Overige stemmen in de Vlaamse versie werden ingesproken door onder anderen Stijn Cole, Hannah De Graef, Liesbeth De Wolf, Govert Deploige, Gert Embrechts, Bettina Geysen, Jan Hessens, Anke Helsen, An Lovink, Anne Mie Gils, Ivan Pecnik, Els Pype, Peter Van Camp en Eva Vermeire. De Vlaamse versie werd geregisseerd door Gert Embrechts (dialogen) en Fritz Sundermann (zang) en vertaald door Eva De Mul (dialogen) en Anne Mie Gils (zang).

## Achtergrond

### Productie
De film droeg de werktitel American Dog en zou geregisseerd gaan worden door Chris Sanders. Hij had ook het oorspronkelijke script geschreven. Na verloop van tijd werd Sanders van het project gehaald en vervangen door Chris Williams en Byron Howard.
In het originele script draaide het verhaal om Henry, een beroemde televisiehond die op een dag verdwaald raakt in de Nevadawoestijn met een eenogige kat en een radioactief konijn. In 2006 bekeek John Lasseter een paar voorstukjes van deze film en vond dat het script wat aangepast moest worden. Nadat Williams en Howard de regie hadden overgenomen, kregen ze achttien maanden in plaats van de gebruikelijke vier jaar om de film te voltooien. In juni 2007 kondigde Disney aan dat de film, die nu zijn uiteindelijke titel droeg, uit zou komen in november 2008.
Het uiterlijk van de film was gebaseerd op schilderijen van Edward Hopper en de cinematografie van Vilmos Zsigmond. Om de 3D-achtergronden een uiterlijk te geven van met de hand getekende afbeeldingen, werd een nieuwe tekentechnologie ontworpen.
Het personage Bolt vertoont kenmerken van meerdere hondenrassen. De ontwerpers begonnen met een Amerikaanse witte herdershond. Het personage Rhino was gemodelleerd naar producer John Lasseters huisdier chinchilla.

### Filmmuziek
De muziek voor Bolt werd gecomponeerd door John Powell. De filmmuziek bevat twee originele nummers - "I Thought I Lost You" en "Barking at the Moon". The soundtrack was released on November 18, 2008.
Motörhead heeft ook een nummer in de film, alleen is dit nummer maar even te horen. Het wordt namelijk gespeeld in de scène waarin Bolt per ongeluk in een doos wordt verpakt.
De film bevat de volgende nummers:
1. "I Thought I Lost You" door John Travolta en Miley Cyrus — 3:36
2. "Barking at the Moon" door Jenny Lewis — 3:17
3. "Meet Bolt" — 1:49
4. "Bolt Transforms" — 1:00
5. "Scooter Chase" — 2:29
6. "New York" — 1:44
7. "Meet Mittens" — 1:25
8. "The RV Park" — 2:14
9. "A Fast Train" — 2:38
10. "Where Were You on St. Rhino's Day?" — 1:58
11. "Sing-Along Rhino" — 0:42
12. "Saving Mittens" — 1:02
13. "House on Wheels" — 3:07
14. "Las Vegas" — 2:01
15. "A Friend in Need" — 1:13
16. "Rescuing Penny" — 3:09
17. "A Real Life Superbark" — 0:46
18. "Unbelievable TV" — 1:20
19. "Home at Last/Barking at the Moon (Reprise)" — 1:29

### Première en waardering
Bolt ging in première in het El Capitan Theatre op 16 november 2008. De film werd voorafgegaan door een filmpje van de Cars Toons-reeks.
De film kreeg over het algemeen goede kritieken. Op Rotten Tomatoes kreeg de film 88% aan goede beoordelingen. Op Metacritic kreeg de film een 68/100 beoordeling.

## Prijzen en nominaties
Bolt werd voor 21 prijzen genomineerd, maar won er hiervan geen. Onder de nominaties bevonden zich:
- een Academy Award voor beste animatiefilm;
- vijf Annie Awards voor onder andere Beste animatie-effecten, beste animatiefilm, beste productieontwerp, beste scenario en beste stemacteur;
- twee Golden Globes voor beste animatiefilm en beste originele lied;
- een Golden Reel Award voor beste geluidsmontage;
- een Satellite Award voor best film – getekende of gemengde media;
- vier VES Awards.